# Нели Монеджикова
Недялка „Нели“ Монеджикова е българска актриса. Известна е с ролята на Евдокия в сериала All Inclusive, както и с превъплъщенията си в театъра, филмите, радиотеатъра и дублажа.

## Ранен живот
Родена е през декември 1951 г.
Монеджикова завършва актьорско майсторство за драматичен театър във ВИТИЗ „Кръстьо Сарафов“ при професор Надежда Сейкова. Учи заедно с бъдещия си съпруг Антоний Генов.

## Актьорска кариера

### Кариера в театъра и телевизията
Играе на сцените на Драматичен театър „Йордан Йовков“, Нов драматичен театър „Сълза и смях“, Драматично-куклен театър „Иван Димов“ и Театър „Българска армия“.
Монеджикова участва в постановките „Едмънд“ от Дейвид Мамет, „Вампир“ на Антон Страшимиров, „Влиянието на гама лъчите върху лунните невени“ на Пол Зиндел и „Железният светилник“ (в ролята на Султана), постановка на Асен Шопов, където си партнира със сина си Ангел, както и в други пиеси.
От 2020 г. играе Евдокия в ситкома на Нова телевизия All Inclusive.

### Кариера на озвучаваща актриса
Монеджикова се занимава и с дублаж. Сред най-известните ѝ роли в озвучаването са Лейди Тремейн в „Пепеляшка“, Злодеида в „Спящата красавица“, Урсула в „Малката русалка“, Зира в „Цар лъв 2: Гордостта на Симба“, Минерва Макгонагъл в „Хари Потър и Философският камък“ и „Хари Потър и Стаята на тайните“, Фло в „Колите“, „Колите 2“ и „Колите 3“, мантикора Кори в „Напред“ и много други.

## Личен живот
Монеджикова е женена за Антоний Генов до смъртта му през 2006 г. Заедно имат един син - актьорът Ангел Генов, който умира на 43 години на 4 септември 2021 г.

## Филмография
- „Момчето си отива“ (1972)
- „Произшествия на сляпата улица“ (1965-1974), 6 серии – Милка Гатев Кърнзова, студентка испанска филология и приятелка на Ангел (в VI серия: „Сълзите на черепа“ (1974)
- „Не си отивай!“ (1976)
- „Летало“ (1980)
- „Вибрации“ – Новакова (1984)
- „В навечерието“ – Майката на Инсаров (1985)
- „Новото пристанище“ (1989)
- „Рая на Данте“ (2021)